# Peter Bomm
Peter Bomm (* 9. Dezember 1947) ist ein ehemaliger deutscher Fußballspieler. Der Offensivspieler hat beim VfL Bochum als Amateur in den Runden 1972/73 und 1973/74 drei Ligaspiele in der Fußball-Bundesliga absolviert.  

## Karriere
Bomm, ursprünglich aus dem kleinen SV Bochum-Vöde gekommen, entwickelte sich über die Jugend und das Amateurteam beim VfL und wurde von Trainer Heinz Höher erstmals am 9. Juni 1973, bei einer 2:5-Auswärtsniederlage beim SV Werder Bremen in der Bundesliga eingesetzt. In der zweiten Halbzeit stürmte der Angreifer des VfL-Amateurteams im Weserstadion für Hans-Werner Hartl auf Linksaußen. Es war das erste Trainerjahr von Höher beim VfL Bochum und er hatte im Angriff in der laufenden Runde auf die Spieler Hans Walitza (34/18), Reinhard Majgl (28/6), Hans-Günter Etterich (31/2) und Hermann Gerland (20/1) gesetzt und mit seinem Team den 12. Rang erreicht. Zur Saison 1973/74 verstärkte sich das Team von der Castropper Straße mit den Neuzugängen Franz-Josef Tenhagen, Hartmut Fromm, Heinz-Werner Eggeling und Michael Eggert; Bomm gehörte weiterhin dem Amateurteam an.
In den ersten zwei Rundenspielen kam Bomm zu seinen zwei letzten Bundesligaeinsätzen: Am 11. August beim 2:1-Heimerfolg gegen den Wuppertaler SV und am 17. August 1973 bei der 1:3-Auswärtsniederlage beim FC Schalke 04. In Schalke wurde der Linksaußen in der 50. Minute gegen Heinz-Werner Eggeling ausgewechselt, welcher sich auch im Rundenverlauf den zweiten Angriffsplatz neben Torjäger Walitza sichern konnte. Im DFB-Pokal 1974 wurde er nochmals am 1. Dezember 1973 bei einem 2:2-Heimremis nach Verlängerung gegen den SV Werder Bremen auf Linksaußen für Eggeling in der 73. Minute eingesetzt.
Über den weiteren sportlichen Verlauf über Peter Bomm gibt die vorliegende Literatur keine Auskunft.